# Ambo (langue)
Pour les articles homonymes, voir Ambo.
L'ambo est une langue tivoïde du nord parlée au Nigeria dans l'État de Taraba, également au Cameroun.